# Clytia gracilis
Clytia gracilis is een hydroïdpoliep uit de familie Campanulariidae. De poliep komt uit het geslacht Clytia. Clytia gracilis werd in 1850 voor het eerst wetenschappelijk beschreven door Sars. 